# そっとくちづけを
「そっとくちづけを」は、日本の歌手である沢田研二の74枚目のシングルである。
2007年6月25日にJULIE LABELより発売された。

## 解説
- アルバム『生きてたらシアワセ』との同時発売シングル。
- 特に表記はないが、カップリング曲と共にアルバムとはバージョンが異なる。
- 作詞を担当した安珠は女性カメラマンである。
- 作曲を担当した泰輝は沢田の当時のバックバンド（鉄人バンド）のメンバーである。

## 収録曲
1. そっとくちづけを
  - 作詞：安珠／作曲：泰輝／編曲：白井良明
2. 生きてたらシアワセ
  - 作詞：沢田研二／作曲・編曲：白井良明